# 蟹江嘉信
蟹江 嘉信（かにえ よしのぶ、1929年9月17日 - 2012年1月20日）は、日本の経営者。
愛知県生まれ。カゴメ株式会社創業者蟹江一太郎の孫で、同社代表取締役社長、日本缶詰協会会長を歴任。カゴメ不動産株式会社（現・カゴメアクシス株式会社）元代表取締役社長の蟹江信孝は長男。
東海中学校・高等学校を経て、1952年（昭和27年）、立命館大学経済学部卒業。

## 略歴
- 1952年（昭和27年）　立命館大学経済学部卒業。
- 1952年（昭和27年） 愛知トマト製造株式会社（現・カゴメ株式会社）入社
- 1991年（平成3年） 5代目社長に就任
- 1996年（平成8年） 同社相談役
- 1999年（平成11年） 旭日小綬章（勲四等）を受章
- 2006年（平成18年） 財団法人浄土宗報恩明照会評議員
- 2012年1月20日、間質性肺炎のため愛知県東海市の病院で死去[3]。82歳没。

## 人物
1991年（平成3年）、第5代カゴメ株式会社社長就任と同時に同社を「農業食品メーカー」と規定。「収益力中心経営」をカゴメの経営課題に据え、当時2,000品目以上あった商品を1,000程度に絞り込むなど収益力重視の経営姿勢を貫いた。1996年（平成8年）には社長の座を伊藤正嗣に譲り、自らは相談役に退いて、5代続いた創業家社長の歴史に終止符を打った 。
学生時代は、フレデリック・テイラーの「テーラーシステム」や「フォードシステム（フォーディズム）」を研究。立命館大学経営研究会の創設にも関わった。